# MTAリージョナル・バス・オペレーションズ
MTAリージョナル・バス（MTA Regional Bus Operations, MTA RBO）は、2008年に発足したMTAの下部機関。MTAの運行する全てのバスの運行を管轄する。

## ブランド
現在、MTAリージョナルバスという名称は公式文書にのみ使われており、一般向けには2008年統合以前に存在した2つのブランドが引き続き使用されている。
- ニューヨーク市バス(New York City Bus)

ニューヨーク市を走るほとんどのバス。ニューヨークシティー・トランジット・オーソリティー (NYCT) により運行される。
- MTAバス (MTA Bus)

かつてニューヨーク市運輸局 (NYCDOT) によって管理されていた7つのバス会社を統合したもの。

## 沿革

### ニューヨーク市バス
廃止された4つの路面電車（Madison Street Line, en:Spring and Delancey Streets Line, Avenue C Line, and en:Sixth Avenue Ferry Line）による利便性を回復するために、en:John Francis Hylan市長およびNew York City Department of Plant and Structuresによる監督の下、1919年9月に民間バス会社が組織されたことに端を発する。以降、民間および市運営のバス路線は市内に拡大していく。
1953年にNYCTが発足し、ニューヨーク市内のバス会社を吸収して、ニューヨーク市バスとして運営していった。
統合したバス会社：
- Brooklyn and Queens Transit Corporation
- Fifth Avenue Coach Companyなど

2008年にNew York City TransitとMTA Bus Companyが統合され、MTA Regional Bus Operationsとなった後も、ニューヨーク市バスのブランド名は引き続き存続している。

### MTAバス

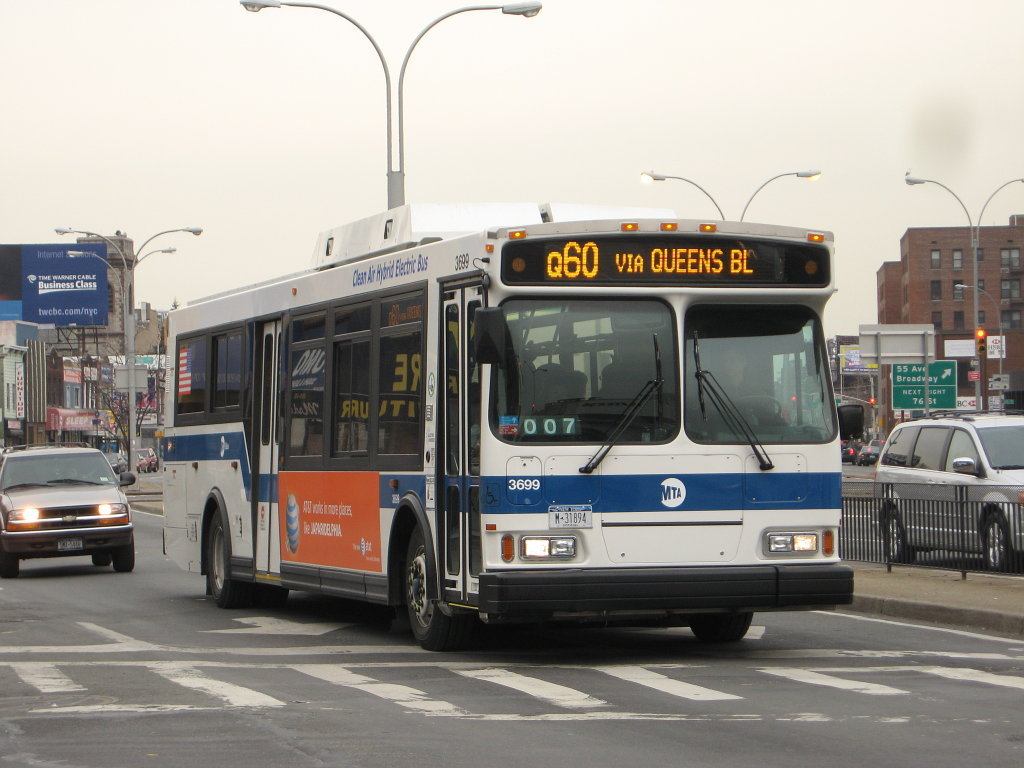
Q60系統（クイーンズ方面）で運用中のMTA バス#3699

MTAバス会社は、ニューヨーク市運輸局からフランチャイズ権を与えられていた7つのバス会社を統合するために、2004年9月に設立 された。2005年1月から吸収を始め、2006年2月に完了した。7つの会社が、ブロンクス、ブルックリン、クィーンズで運営していた46のローカル路線と、マンハッタン、ブロンクス、ブルックリン、クィーンズ間で運営していた35のエクスプレス路線を統合、1,228台のバスを引き継いだ。これにより、アメリカとカナダで11番目に多くのバスを保有する会社となった。
また、2005年に317台の高速バス、284台の路線バスを購入、新車両への入れ替えも進んでいる。
統合したバス会社：
- Command Bus Company（2005年12月5日）
- Green Bus Lines（2006年1月9日）
- Jamaica Buses（2006年1月30日）
- Liberty Lines Express（2005年1月3日）
- New York Bus Service（2005年7月1日）
- Queens Surface Corporation（2005年2月27日）
- Triboro Coach Corporation（2006年2月20日）

2008年にNew York City TransitとMTA Bus Companyが統合され、MTA Regional Bus Operationsとなった後も、MTAバスのブランド名は引き続き存続している。

### 統合
2008年、ニューヨーク市バス、MTAバス、MTAロングアイランド・バスの3社が統合され、MTAリージョナルバスが発足した。ロングアイランドバス以外の2社のブランドは引き続き使われることとなる。ロングアイランド・バスは2012年にナッソー郡の民間会社に運営が移管された。

## 路線
詳細は「ブロンクスのバス路線一覧 (英語)」、「ブルックリンのバス路線一覧 (英語)」、「マンハッタンのバス路線一覧」、「クイーンズのバス路線一覧」、「スタテンアイランドのバス路線一覧 (英語)」を参照。
路線の殆どは、ニューヨーク市内で完結しているが、一部路線では、ナッソー郡、ウェストチェスター郡や、ニュージャージー州を通るものもある。
ニューヨーク市バスの系統名は運行する区を示すアルファベット(B=ブルックリン、Bx=ブロンクス、M=マンハッタン、Q=クイーンズ、S=スタテンアイランド)と数字の組み合わせとなっている。急行バスはアルファベットXを用いる。MTAバスの系統名もこれに準じるが、区をまたぐ急行バスの場合、起終点双方のアルファベットを付ける(例えば、ブロンクス-マンハッタン間の急行バスはBxM)。

### ローカル・サービス
ローカル・サービスは主に、各区内でローカル運行を行っている。
以下はリミティッド・ストップ・サービス：
- ブロンクス：Bx1, Bx15, Bx36[6]
- ブルックリン：B6, B35, B38, B41, B46, B49, B82, B103
- マンハッタン：M1, M2, M4, M5, M98, M101
- クイーンズ：Q4, Q5, Q6, Q10, Q17, Q25, Q27, Q36, Q43, Q44, Q46, Q50, Q52, Q53, Q58, Q65, Q70, Q83, Q85, Q100, Q113, Q114
- スタテンアイランド：S81, S84, S86, S89, S90, S91, S92, S93, S94, S96, S98

### エクスプレス・サービス
詳細は「ニューヨーク市の急行バス一覧 (英語)」参照
エクスプレス・サービスは主に、ピーク時の他の区からマンハッタン行きサービスとなっている。オフ・ピーク時にも運行している路線もあり、X10, X17, X27, BxM1/2, BxM3, BxM4, BxM6, BxM7, BxM8, BxM9, BxM10, BxM11, QM2, QM4 and QM5/6; X1などの路線は24時間運行している。

### セレクト・バス・サービス

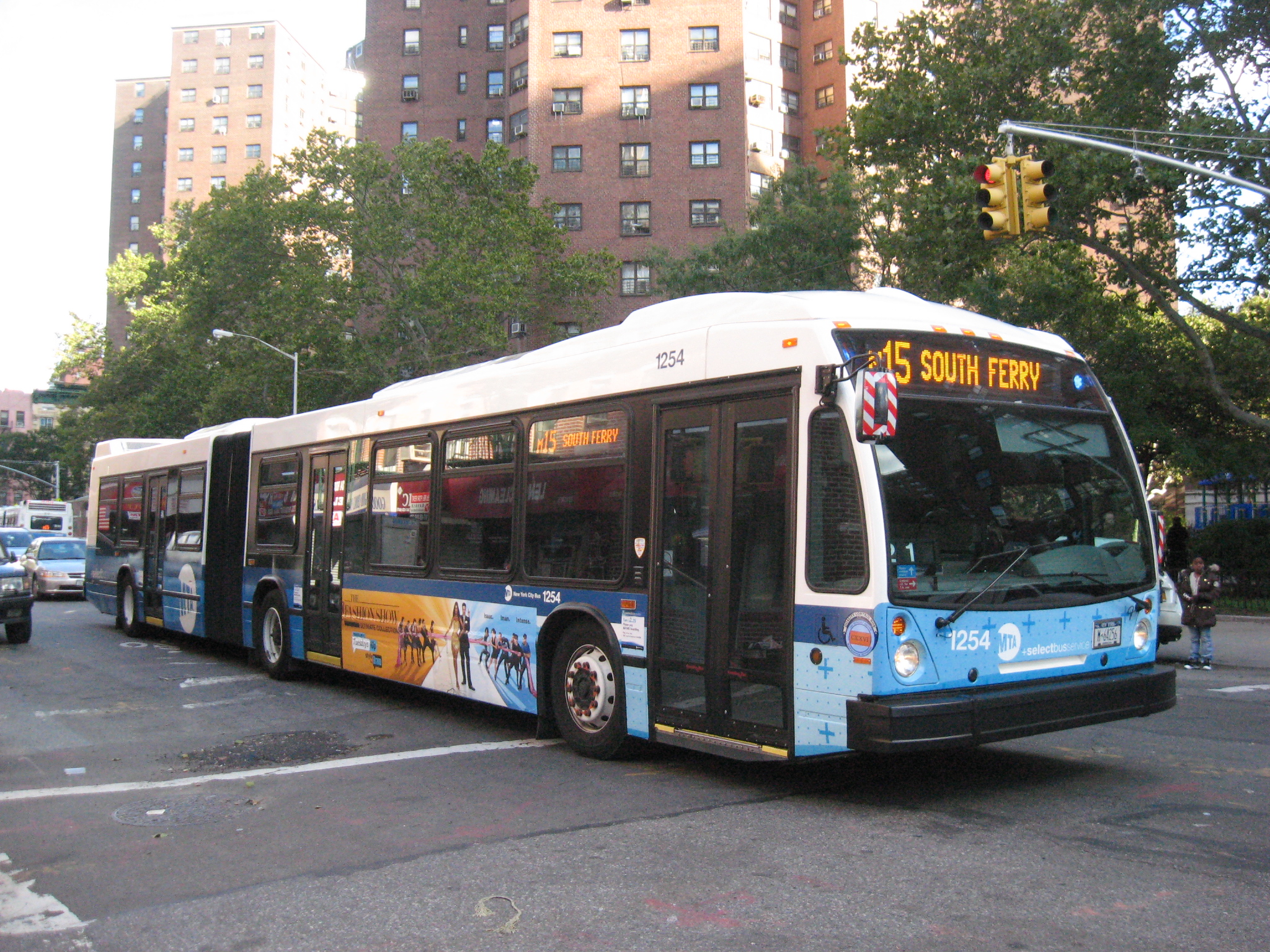
セレクト・バス・サービスM15系統で運用されている#1254

セレクト・バス・サービス (Select Bus Service、+SBS+) は、MTAの運行するバス・ラピッド・トランジットの名称。市内に設けられたバス専用レーンを走行する。事前にバス停に設けられた券売機で乗車券を購入し乗車する信用乗車方式となっている 。2012年末現在で4路線が運行されており、2013年までには新たにB44系統も加わる予定である。
- 現在運行されている系統(運行開始順)
  - Bx12
  - M15
  - M34/M34A
  - S79
  - B44
  - Bx41
  - M60

他多数

## バス停
バス停の看板の色に関する運行情報は以下の通り：
| 看板の色   | サービスの種類                                                                     |
| ---------- | ---------------------------------------------------------------------------------- |
| 青         | - MTA local bus service                                                            |
| 紫         | - MTA Limited-Stops bus service                                                    |
| 緑         | - MTA express bus service（マンハッタンでのみ降りることができる）                  |
| 黒         | - 深夜のみ                                                                         |
| ターコイズ | - MTA Select Bus Service                                                           |
| 黄         | - Special school service（ニューヨーク市のパブリック・スクールのセメスター中のみ） |
| 白         | - 民間、ツアー、通勤、長距離バス会社のバス停                                       |

## 車両
詳細は「MTAリージョナルバスの車両一覧 (英語)」を参照
MTAリージョナルバスは5900台以上のバスを保有し、ニューヨーク市、ナッソー郡南部、ヨンカーズでの運用に充てている。また、これらのバス全てに身体障害者に対応した設備が備え付けられている。

## 運賃
メトロカードも参照
以下は、2013年3月改正時点でのものである。
| ローカル、リミテッド、セレクト・バス・サービス (申し出れば乗換が可能) | ローカル、リミテッド、セレクト・バス・サービス (申し出れば乗換が可能) | 急行バス (ニューヨーク市バス・MTAバス) | 急行バス (ニューヨーク市バス・MTAバス) | 学生運賃                                      | 学生運賃                                           |
| 正規運賃                                                              | 高齢者・身障者割引                                                    | 正規運賃                               | 高齢者・身障者割引 (オフピーク時のみ)  | Student Free MetroCard (ニューヨーク市内のみ) | Student Half Fare MetroCard (ニューヨーク市内のみ) |
| --------------------------------------------------------------------- | --------------------------------------------------------------------- | -------------------------------------- | -------------------------------------- | --------------------------------------------- | -------------------------------------------------- |
| $2.50 $2.75(シングルライド)                                           | $1.25                                                                 | $6.00                                  | $3.00                                  | 無料                                          | $1.25                                              |